# Jacques Miller
Jacques Francis Albert Pierre Miller (Nizza, 2 aprile 1931) è un immunologo e ricercatore australiano, noto per aver scoperto la funzione, nelle specie dei mammiferi, dei due principali sottogruppi di linfociti (cellule T e cellule B).

## Biografia
Miller nasce il 2 aprile 1931 a Nizza, in Francia e cresciuto in Francia, Svizzera e Cina, per lo più a Shanghai. Dopo lo scoppio della seconda guerra mondiale e l'ingresso del Giappone in guerra lui e la sua famiglia si trasferirono nel 1941 a Sydney, Australia, dove cambiarono il loro cognome in "Miller". Ha studiato al St Aloysius' College di Sydney.
Miller studiò medicina presso l'Università di Sydney e ha avuto la sua prima esperienza di ricerca in un laboratoriodel professor Patrick de Burgh dove ha studiato l'infezione da virus.
Nel 1958, Miller viaggiò in Gran Bretagna con la Gaggin Research Fellowship dell'Università del Queensland. È stato accolto all'Chester Beatty Research Institute of Cancer Research (parte dell'Istituto per la Ricerca sul Cancro, Londra) e come dottorando presso l'Università di Londra. Miller ha scelto di studiare la patogenesi della leucemia linfocitaria nei topi, ampliando la ricerca di Ludwik Gross. Miller ha mostrato che gli animali senza un timo alla nascita sono incapaci di rigettare i tessuti estranei e di resistere a molte infezioni. Prima di questo, il timo era ritenuto un organo vestigiano senza alcuna funzione. La sua scoperta ha portato molti a descrivere Miller come "la sola persona vivente del mondo che può affermare le funzioni di un organo umano".
Nel 1966 Miller tornò in Australia per diventare leader del gruppo di investigatori, presso il The Walter and Eliza Hall Institute of Medical Research a Melbourne, su invito del direttore Gustav Nossal. Nello stesso posto, con lo studente Graham Mitchell, ha scoperto che i linfociti dei mammiferi possono essere separati in quelle che sono state successivamente chiamate le cellule T e le cellule B e che questi interagiscono tra loro per consentire la produzione di anticorpi. Da esso Miller fece ancora scoperte riguardo a questo continuando a mostrare che il timo produce le cellule T, e che elimina le cellule T autoreattive e numerosi altri punti di riferimento nell'immunologia.
Queste cellule sono considerati cruciali per comprendere le malattie come il cancro, l'autoimmunità e l'AIDS, nonché processi quali il rigetto del trapianto, l'allergia e l'immunità antivirale. Miller è stato anche il primo a fornire la prova che le cellule immunitarie sono importanti per la difesa contro alcuni tumori..
Sempre in pensione dal 1996, Miller è ancora coinvolto nella ricerca immunologica.
Miller ha avuto un interesse a lungo nell'arte e ha studiato arte negli anni ottanta. La sua arte è stata esposta a Melbourne.

## Pubblicazioni
- Miller J. F., Immunological function of the thymus, in Lancet, vol. 2, 30 settembre 1961,  pp. 748-9, DOI:10.1016/s0140-6736(61)90693-6.
- Miller J. F., The thymus and the development of immunologic responsiveness, in Science, vol. 144, 26 giugno 1964,  pp. 1544-51, DOI:10.1126/science.144.3626.1544.
- Miller J. F. e Mitchell, G. F., The thymus and the precursors of antigen reactive cells, in Nature, vol. 216, 18 novembre 1967,  pp. 659-63, DOI:10.1038/216659a0.
- Miller J. F. e Sprent J., Cell-to-cell interaction in the immune response. VI. Contribution of thymus-derived cells and antibody-forming cell precursors to immunological memory, in J Exp Med, vol. 134, n. 1, 1º luglio 1971,  pp. 66-82, DOI:10.1084/jem.134.1.66.

## Riconoscimenti
- 1966 Gairdner Foundation International Award
- 1967 Medaglia Scientifica della Società Zoologica di Londra[1]
- 1970 Eletto membro della Royal Society di Londra
- 1971 Medaglia Burnet di Macfarlane e Conferenza dell'Accademia Australiana della Scienza[10]
- 1974 Paul Ehrlich e il premio Ludwig Darmstaedter
- 1978 Rabbi Shai Shacknai Memorial Prize[1]
- 1982 Eletto membro straniero dell'United States National Academy of Science
- 1983 Premio Internazionale di St Vincent; Organizzazione mondiale della Sanità[1]
- 1990 Premio Sandoz per l'immunologia
- 1990 Premio Peter Medawar per la Società di Trapianti[11]
- 1992 Croonian Prize, Royal Society
- J Alwyn Taylor Premio Internazionale per la Medicina[1]
- 2001 Medaglia Copley
- 2003 Premio del primo ministro per la scienza[12]
- 2003 Nominato Compagno dell'Ordine dell'Australia (AC)
- 2018 Premio Giappone